# Manigod

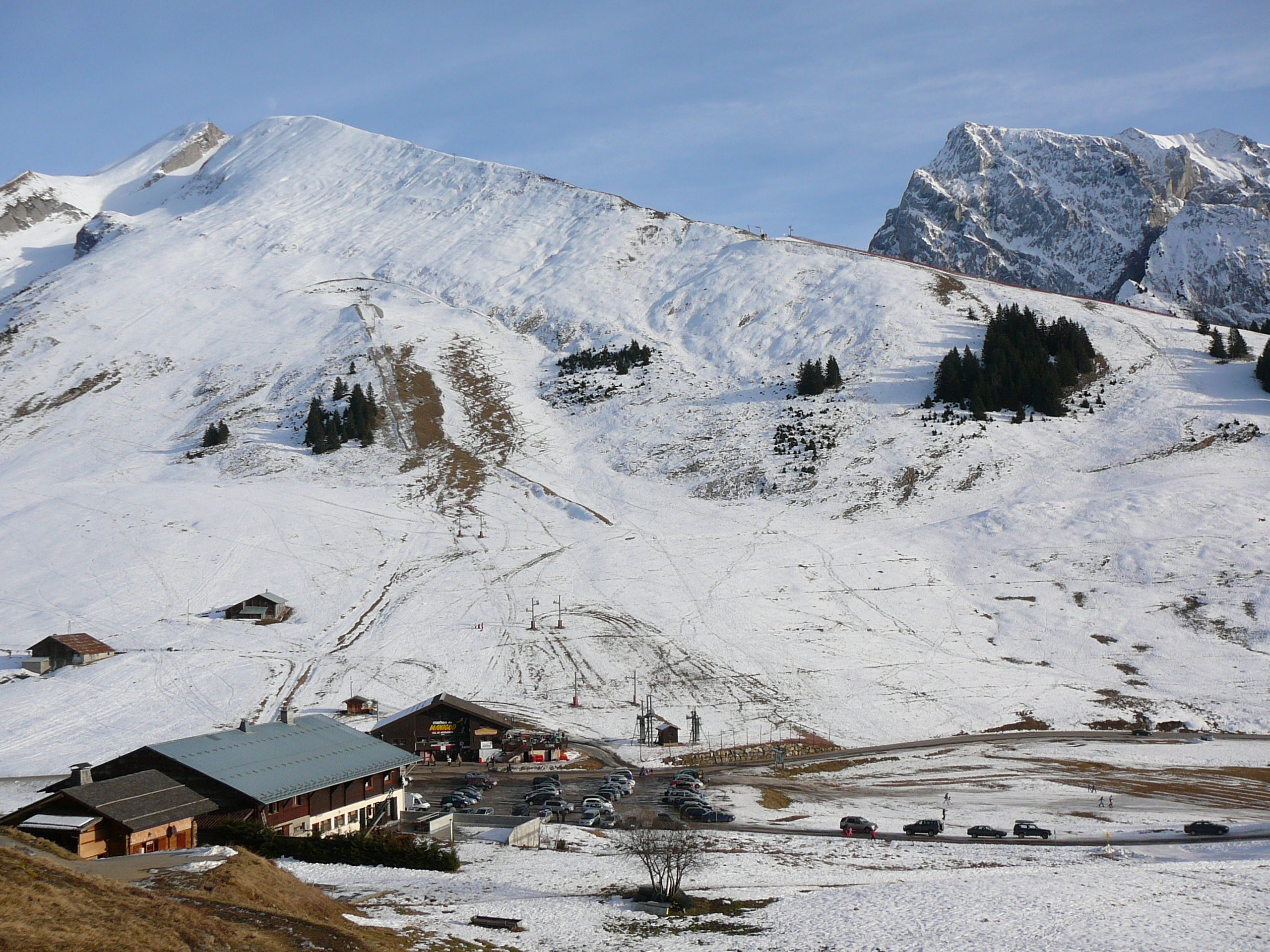

Manigod (Savoyaards: Manegôd) is een gemeente in het Franse departement Haute-Savoie (regio Auvergne-Rhône-Alpes). De gemeente ligt in de Aravis, een langgerekte bergketen. Door de vallei van Manigod stroomt de Fier, die op de noordflank van de Mont Charvin ontspringt. Via de vallei van de Fier zijn Thônes en Annecy te bereiken. De gemeente telde 789 inwoners in 1999 en maakt deel uit van het arrondissement Annecy.

## Geografie
De oppervlakte van Manigod bedraagt 45,4 km², de bevolkingsdichtheid is 17,4 inwoners per km².
De onderstaande kaart toont de ligging van Manigod met de belangrijkste infrastructuur en aangrenzende gemeenten.

## Demografie
Onderstaande figuur toont het verloop van het inwonertal (bron: INSEE-tellingen).